# Avinyó (Valclusa)
Avinyó (en occità, Avinhon (norma clàssica) o Avignoun (norma mistralenca); en francès, Avignon) és una ciutat de la Provença, situada al marge esquerre del riu Roine. Administrativament forma una comuna al departament de la Valclusa, a uns 650 km al sud-est de París i a 80 km al nord-oest de Marsella. Té 90.800 habitants (anomenats avinyonencs, en occità avinhonencs), que pugen a 155.500 dins l'aglomeració urbana. Durant diversos anys va ser la seu dels papes de l'Església Catòlica.
El centre històric de la ciutat, el Palau dels Papes, el conjunt episcopal i el pont de Sant Beneset formen part del Patrimoni Mundial de la Humanitat declarat per la UNESCO.

## Història
La ciutat va caure en mans musulmanes el 734 quan Maurontus s'alià amb Yússuf ibn Abd-ar-Rahman al-Fihrí, valí d'Arbuna (Narbona) contra Carles Martell. Després de la batalla de Tours, les noves agressions dels musulmans a la zona d'Arles obligaren els francs a promoure una nova expedició contra ells. Carles Martell aplegà un gran exèrcit de francs i borgonyons, i es va apoder de la ciutat. La ciutat fou cremada després de la seva captura
Es va convertir en la residència dels papes el 1309, quan la ciutat es trobava sota el govern dels reis de Sicília pertanyents a la casa d'Anjou. El 1348, el papa Climent VI la va comprar a la reina Joana I de Sicília i va romandre com a propietat papal, governada per legats pontificis. De tota manera, la seva existència fou més aviat precària, ja que a l'altra banda del riu, a Vilanova d'Avinyó, la Corona francesa hi mantenia una important guarnició militar. De fet, el 1663 i el 1688 el rei Lluís XIV va ocupar l'adjacent Comtat Venaissí. El papat finalment va perdre la ciutat i el comtat el 1791, quan foren incorporats a França durant la Revolució.
Aquí davall apareix la llista dels set papes que hi van residir entre 1309 i 1377. Aquest període en què els papes van establir la seva residència a Avinyó es coneix com el de la captivitat babilònica. Un cop acabada aquesta època, va començar el 1378 el Gran Cisma d'Occident, que no va ser resolt fins al 1417.
- Climent V
- Joan XXII
- Benet XII
- Climent VI
- Innocenci VI
- Urbà V
- Gregori XI

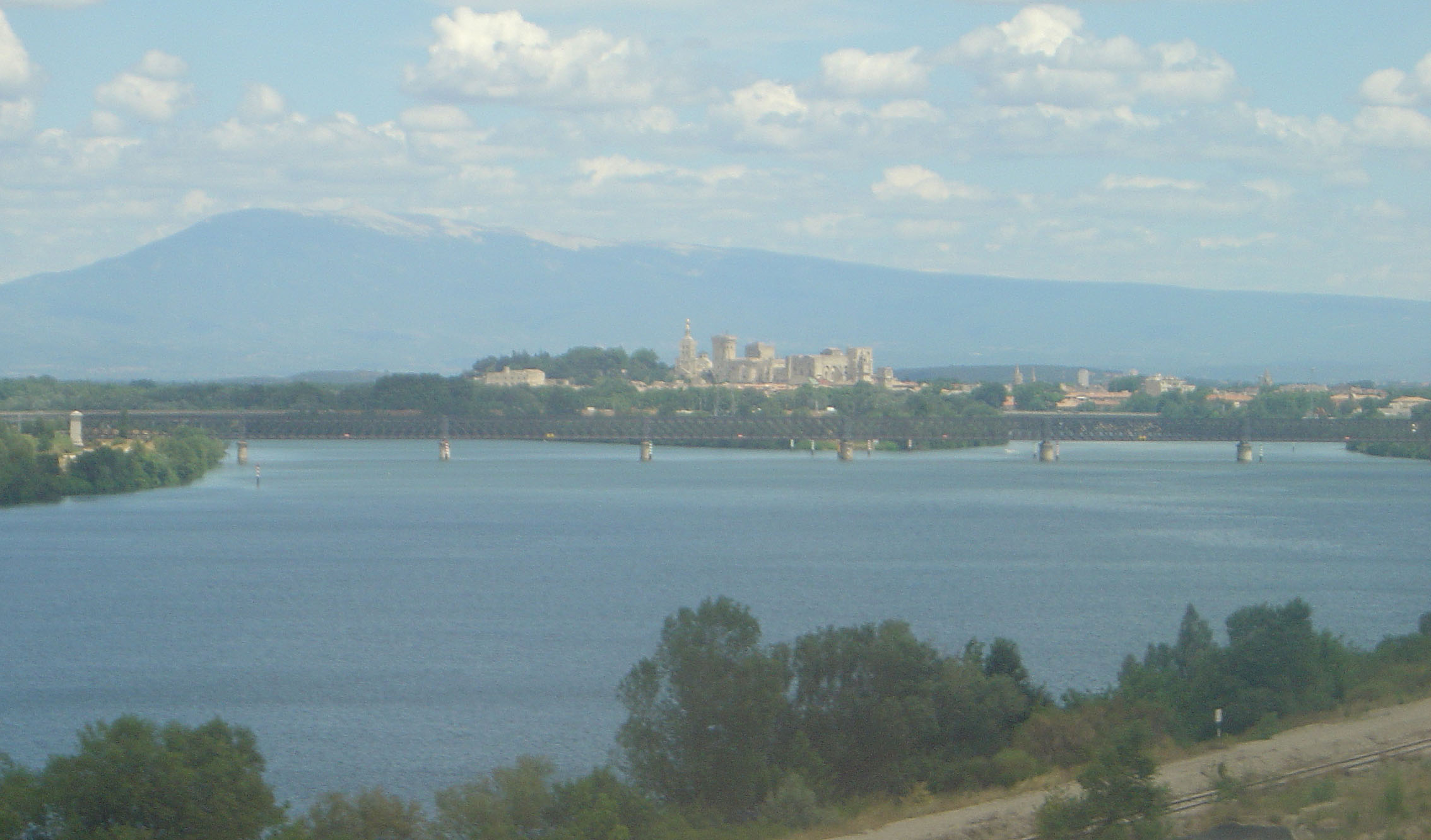
El Roine i la ciutat d'Avinyó vists des del TGV

Els antipapes Climent VII i Benet XIII d'Avinyó van continuar residint-hi encara després que els papes retornessin a Roma el 1377. Climent VII va romandre a Avinyó durant tot el seu pontificat (1378-1394), mentre que Benet XIII va viure a Avinyó fins que va fugir cap a la Corona d'Aragó.

## Cultura
Avinyó havia estat seu episcopal des de l'any 70, i va ser convertida en arquebisbat el 1476. S'hi van celebrar diversos sínodes de menor importància. La seva universitat va ser fundada pel papa Bonifaci VIII el 1303 i, a causa de la seva reputació pels seus estudis en lleis, va tenir gran importància fins a la Revolució Francesa.
A Avinyó s'hi celebra anualment un reconegut festival de teatre. Fundat el 1947, el Festival d'Avinyó comprèn tant espectacles teatrals tradicionals com altres formes d'art com ara la dansa, la música i el cinema, que aprofiten els monuments històrics de la ciutat.

## Administració
| Període   | Identitat        | Partit             |
| --------- | ---------------- | ------------------ |
| 1953-1958 | Édouard Daladier | radical-socialista |
| 1958-1983 | Henri Duffaut    | SFIO, després PS   |
| 1983-1989 | Jean-Pierre Roux | RPR                |
| 1989-1995 | Guy Ravier       | PS                 |
| 1995-     | Marie-Josée Roig | UMP                |

## Llocs d'interès
Les muralles d'Avinyó, en bon estat de conservació, van ser construïdes pels papes en els anys immediatament posteriors a la seva arribada a la ciutat per residir-hi. El Palau dels Papes és un enorme edifici gòtic amb murs de 5 a 5,5 m de gruix, que va ser construït entre 1335 i 1364. Després de retornar a Roma la cort papal, va ser utilitzada com a casernes i actualment és un ric i molt visitat museu.
Al costat del palau es troba Nòstra Dama des Doms, la catedral d'Avinyó, l'edifici sagrat més antic de la ciutat. Bastida entre el 1140 i el 1160 en estil romànic provençal amb una sola nau, es va acabar de construir al segle xiii. Sorprèn pel seu campanar barroc, damunt del qual hi ha situada una estàtua de plom de la Mare de Déu, de 6 metres d'alçada i 4,5 tones de pes.

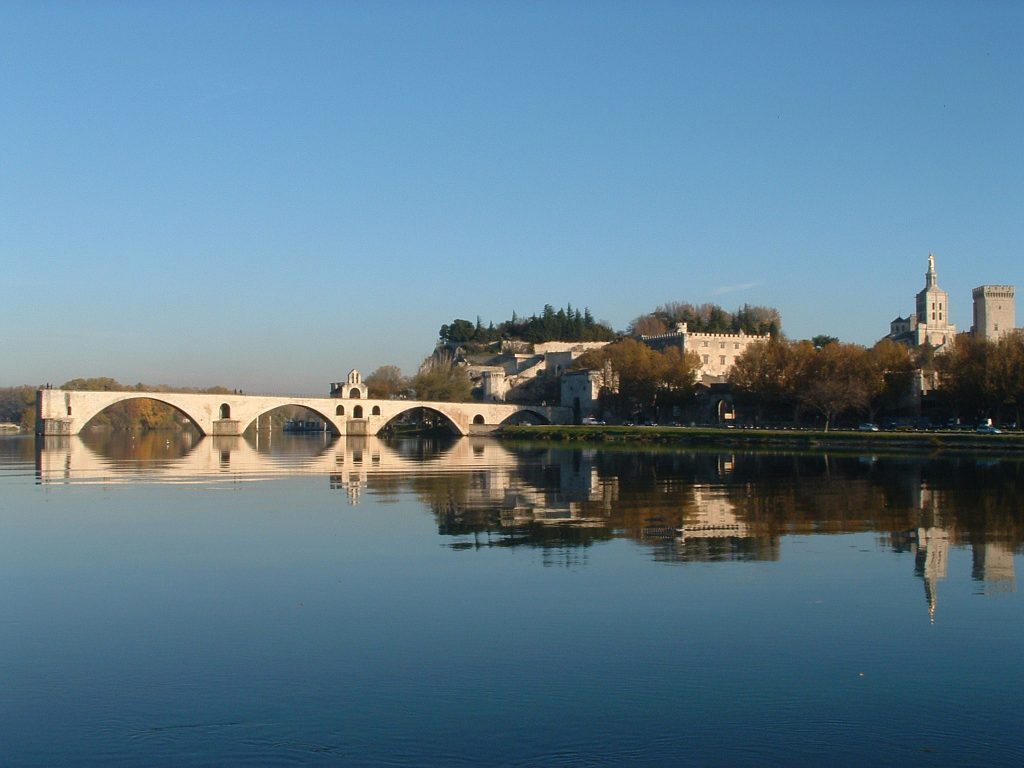
El pont de Sant Beneset

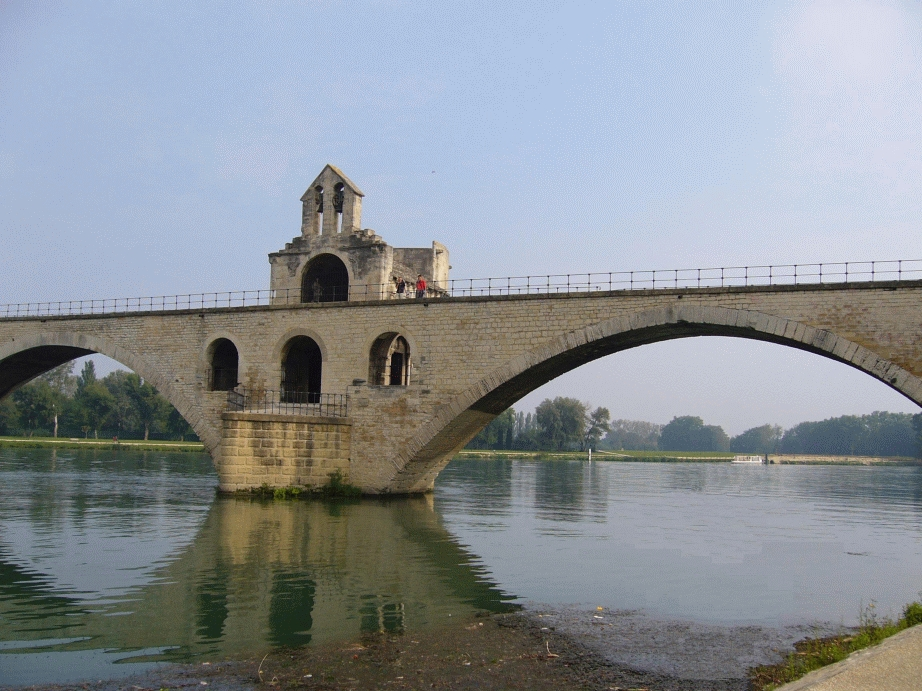
Detall del pont

Un altre punt d'interès a Avinyó és el pont de Sant Beneset, sobre el riu Roine, del qual només en queden quatre arcs dels 22 que inicialment tenia en els seus 900 m de llargada. El pont va ser construït entre 1171 i 1185, amb successives reconstruccions. Finalment, després d'una forta crescuda el 1660, el pont va quedar en les condicions que presenta actualment. És conegut arreu del món per la cançó infantil francesa "Sur le pont d'Avignon", que descriu les danses populars que s'hi ballaven. De fet, la gent hi ballava a sota, i no a sobre com diu la cançó, concretament damunt l'illa de la Bartelassa (l'illa fluvial més gran de França), que el pont travessava en el seu camí cap a Vilanova d'Avinyó, a l'altra banda del riu.

## Avinyonesos il·lustres
Van néixer a Avinyó els següents personatges:
- Teodòr Aubanèu (1829-1886), escriptor occità
- Henri Bosco (1888 - 1976) escriptor, Premi Renaudot de l'any 1945
- Jean Alesi (1964), pilot de curses automobilístiques
- Pierre Boulle (1912-1994), escriptor, autor d'El pont sobre el riu Kwai i El planeta dels simis
- René Girard (1923 - 2015), filòsof i historiador
- Bernard Kouchner (1939), metge i polític, cofundador de Metges Sense Fronteres
- Mireille Mathieu (1946), cantant
- Olivier Messiaen (1908-1992), compositor de música clàssica
- Alexandre de Rhodes (1591-1660), missioner jesuïta, creador de l'alfabet vietnamita
- Joseph Vernet (1714-1789), pintor
- Pierre Ligou (1749-1822) compositor.
- Muriel Casals (1945-2016), política

## Agermanaments
- Tortosa
- Ioànnina
- Wetzlar
- New Haven

També té tractats de cooperació cultural amb:
- Tarragona
- Guanajuato
- Siena
- Colchester